# Кэдун
Кэду́н (кит. упр. 克东, пиньинь Kèdōng) — уезд городского округа Цицикар провинции Хэйлунцзян (КНР). Название означает «восток уезда Кэшань».

## История
После Синьхайской революции эти земли вошли в состав уезда Кэшань.
В 1931 году Маньчжурия была оккупирована японскими войсками. В 1932 году было образовано марионеточное государство Маньчжоу-го. В октябре 1933 года властями Маньчжоу-го восточная часть уезда Кэшань была выделена в отдельный уезд Кэдун.
С августа 1958 года уезд Кэдун находился в составе Специального района Нэньцзян (嫩江专区, впоследствии — Нэньцзянского округа (嫩江地区)), а когда он в 1960—1961 был временно ликвидирован — подчинялся непосредственно Цицикару. Когда в 1985 году Нэньцзянский округ был расформирован, Кэдун стал уездом городского округа Цицикар.

## Административное деление
Уезд Кэдун делится на 4 посёлка и 3 волости.
| № | Название  | Название (кит.) | Статус  | Население чел. (2010) | На карте                         |
| - | --------- | --------------- | ------- | --------------------- | -------------------------------- |
| 1 | Кэдун     | 克东镇          | поселок | 64682                 | 48°02′13″ с. ш. 126°14′35″ в. д. |
| 2 | Баоцюань  | 宝泉镇          | поселок | 48165                 | 48°09′33″ с. ш. 126°12′29″ в. д. |
| 3 | Юйган     | 玉岗镇          | поселок | 37117                 | 48°05′16″ с. ш. 126°27′15″ в. д. |
| 4 | Жуньцзинь | 润津乡          | волость | 32666                 | 47°56′55″ с. ш. 126°16′31″ в. д. |
| 5 | Цяньфэн   | 乾丰镇          | поселок | 27277                 | 47°46′43″ с. ш. 126°14′49″ в. д. |
| 6 | Чаншэн    | 昌盛乡          | волость | 25011                 | 47°49′44″ с. ш. 126°24′25″ в. д. |
| 7 | Цзиньчэн  | 金城乡          | волость | 23698                 | 48°01′09″ с. ш. 126°07′35″ в. д. |

## Соседние административные единицы
Уезд Кэдун на западе граничит с уездом Кэшань, на юге — с уездом Байцюань, на севере и востоке — с городским округом Хэйхэ.